# Walter Rilla
Walter Rilla var en skådespelare född 22 augusti 1894 i Neunkirchen (Saar), Tyskland, död 21 november 1980 i Rosenheim, Tyskland, var en tysk skådespelare. Han var far till regissören Wolf Rilla.

## Filmografi (i urval)
- 1923 – Storhertigens finanser
- 1928 – Ett revolutionsbröllop
- 1931 – Lika inför lagen
- 1934 – Röda nejlikan
- 1937 – Hennes kungarike
- 1950 – Statshemlighet
- 1957 – Svindlaren Felix Krull
- 1960 – På musikens vingar
- 1961 – Hemliga vägar
- 1962 – Bröderna Grimms underbara värld
- 1963 – Kupp i Kairo
- 1965 – Fu Manchu - skräckens mästare
- 1969 – 7 fredlösa män